# فترة مغول الهند في لاهور

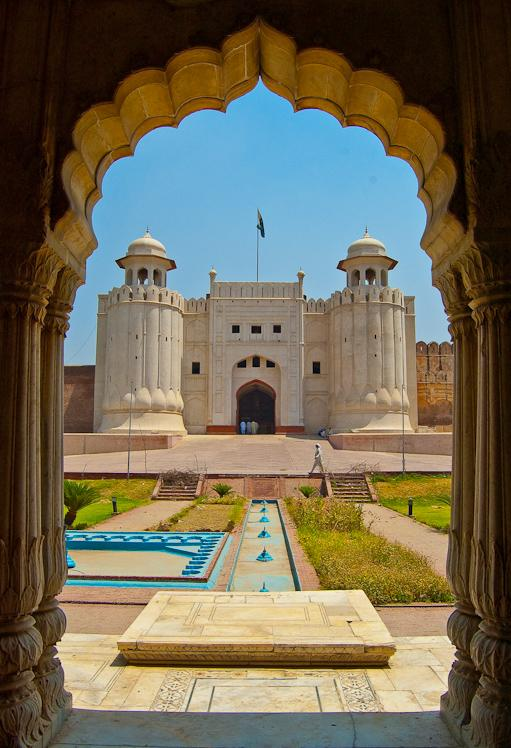
بوابة عالم كيري هي المدخل الرئيسي لقلعة لاهور التي بنيت في عهد أورانكزيب.

من 1524 إلى 1752، كانت لاهور جزءًا من سلطنة مغول الهند. لمست لاهور ذروة مجدها خلال حكم مغول الهند. أعطى مغول الهند، الذين كانوا مشهورين كبنائين، لاهور بعضًا من أروع المعالم المعمارية، التي يوجد الكثير منها اليوم.
من 1524 إلى 1752، كانت لاهور جزءًا من سلطنة مغول الهند. نشأت لاهور تحت السلطان بابر. في الفترة من 1584 إلى 1598، تحت السلطانين أكبر وجهانكير، كانت المدينة عاصمة للسلطنة. وصلت لاهور إلى ذروة مجدها المعماري خلال حكم مغول الهند، الذين نجت العديد من المباني والحدائق من ويلات الزمن. فتنت شهرة لاهور وجمالها الشاعر الإنجليزي جون ميلتون، الذي كتب «أغرا ولاهور، مقر المغول العظيم» في 1670. خلال هذا الوقت، تم بناء قلعة لاهور الضخمة. تم إضافة عدد قليل من المباني داخل الحصن من قبل ابن أكبر، سلطان مغول الهند جهانكير، الذي دُفن في المدينة. ولد جهانكير، شاهجهان بوركي، في لاهور. قام مثل والده بتوسعة قلعة لاهور وبنى العديد من المباني الأخرى في المدينة، بما في ذلك حدائق شاليمار. بنى آخر أشهر سلاطين مغول الهند أورانكزيب الذي حكم من 1658 إلى 1707، أشهر المعالم في المدينة، مسجد بادشاهي وبوابة عالم كيري بجوار قلعة لاهور.
خلال القرن السابع عشر، مع تضاؤل قوة مغول الهند، غزت لاهور في أكثر الأحيان، وكانت سلطة الحكومة غير موجودة. قال الشاعر البنجابى الكبير بابا وارث شاه عن الوضع، "khada peeta wahy da, baqi Ahmad Shahy da" - «ليس لدينا شيء معنا إلا ما نأكله ونرتديه، وكل الأشياء الأخرى تخص أحمد شاه». استولى أحمد شاه دوراني على فلول سلطنة مغول الهند وكان قد سيطر على مناطق البنجاب وكشمير بحلول عام 1761.
كانت سنوات عقد 1740 مليئة بالفوضى، وكان للمدينة تسعة حكام مختلفين بين عامي 1745 و 1756. سمحت الغزوات والفوضى في الحكومة المحلية لعصابات السيخ المتحاربة بالسيطرة في بعض المناطق. السيخ كانوا يكتسبون زخما بمعدل هائل. في عام 1801، واثني عشر السيخ misls انضم إلى واحد لتشكيل إمبراطورية جديدة ودولة ذات سيادة يحكمها السيخ المهراجا رانجيت سينغ.